# Сордеволо
Сордѐволо (на италиански: Sordevolo; на пиемонтски: Sordeivo, Сордейво) е село и община в Северна Италия, провинция Биела, регион Пиемонт. Разположено е на 627 m надморска височина. Населението на общината е 1334 души (към 2010 г.).